# José Manuel Matheu
José Manuel Matheu Amaya (Comayagüela, 10 de noviembre de 1960) es un médico cirujano, especialista en Medicina Física y rehabilitación, actual diputado del Congreso Nacional y exsecretario de Salud de Honduras.

## Biografía
José Manuel Matheu Amaya nació en Comayagüela, un 10 de noviembre de 1960. Su educación primaria la cursó en la Escuela de Aplicación República Oriental de Uruguay. En 1977, se graduó de bachiller en Ciencias y Letras en el emblemático Instituto Central Vicente Cáceres. 
Para 1986, logra graduarse en la Universidad Nacional Autónoma de Honduras (UNAH) de doctor en medicina y cirugía. En 1991 obtiene un postgrado de especialista en medicina de rehabilitación en el Instituto Nacional de Pediatría de México.
Continuando con sus estudios superiores, en 2002, en la Universidad Católica de Honduras logra un diplomado en gestión y administración de recursos humanos y en 2019 otro diplomado en fármaco-economía.
Tiene 58 cursos recibidos concernientes a sus conocimientos en medicina y 21 en otras ramas sociales. Además, ha publicado tres trabajos científicos en temas de aborto y pediátricos. También es un reconocido conferencista.
En 1982 a 1984, fungió como presidente de la Carrera de Medicina y de 1985 a 1986 presidente de la Asociación de Médicos en Servicio Social. De 1986 hasta 1991 fungió como catedrático universitario al tiempo que laboró como médico general en el hospital Leonardo Martínez, en la ciudad de San Pedro Sula.
Posteriormente, de 1991 a 1998, pasó a ser médico especialista en rehabilitación en el hospital San Felipe, en Tegucigalpa, retornando en 2002 hasta enero de 2022 cuando es nombrado por la presidenta de Honduras, titular de la Secretaría de Salud.
Durante el periodo de 1991 a 2002 también figuró en otros cargos como, jefe del servicio de medicina y rehabilitación del hospital San Felipe, representante de Honduras en la 53 Asamblea de la Organización Mundial de la Salud (OMS) en Ginebra.
De 1998 a 2002, durante el gobierno del expresidente Carlos Flores Facussé fungió como viceministro de salud desempeñándose en política sectorial y desarrollo institucional de la Secretaría de Salud. Este cargo lo obtuvo gracias a que Flores Facussé era su paciente en 1997, cuando fungía como presidente del Congreso Nacional, fomentando desde aquel entonces una amistad que aún mantiene.

## Secretario de Salud
El Congreso Nacional (CN), que lidera Luis Redondo, otorgó el permiso para que el diputado José Manuel Matheu pueda realizar su función de secretario de Salud.
Matheu había sido elegido por la presidenta Xiomara Castro para que administrara la Secretaría de Salud.
El doctor quedó electo como diputado al Congreso Nacional por el Partido Salvador de Honduras (PSH) en representación del departamento de Francisco Morazán.
Cabe recalcar que la solicitud de permiso fue presentada en la sesión legislativa de la junta directiva que preside Luis Redondo, sin contar con la bancada nacionalista, diputados disidentes de Libre y algunos congresistas liberales.
El permiso fue concedido al doctor José Manuel Matheu que ya había asumido funciones en la titularidad de la Secretaría de Salud.

## Diputado al Congreso Nacional
En mayo de 2021, se conoció su aspiración política de querer ser candidato presidencial bajo una candidatura independiente, sin embargo, tuvo ofertas del Partido Liberal y del Partido Innovación y Unidad Social Demócrata (Pinu-SD) para ser candidato a diputado, pero terminó aceptando una diputación por el Partido Salvador de Honduras (PSH).
Tras las elecciones generales del 28 de noviembre logró obtener 95 749 votos siendo el tercer diputado más votado del PSH por el departamento de Francisco Morazán, cargo del que saltó hacia el Poder Ejecutivo para acompañar a la presidenta Xiomara Castro desde la Secretaría de Salud.